# Édith de Polesworth
Pour les articles homonymes, voir Sainte Édith.
Édith de Polesworth est une religieuse anglo-saxonne de la première moitié du Xe siècle. Considérée comme sainte, elle est fêtée le 15 juillet.

## Biographie
Édith de Polesworth est associée à l'abbaye de Polesworth (en), dans le Warwickshire. Une liste de saints anglo-saxons du milieu du XIe siècle, le Secgan, présente l'entrée suivante : « Sainte Eadgyth repose à l'endroit appelé Polesworth, près de la rivière Anker (en) ».
D'après les chroniqueurs du XIIIe siècle Roger de Wendover et Matthieu Paris, Édith serait la sœur du roi Æthelstan (924-939) donnée en mariage au roi viking Sihtric Cáech au moment de sa conversion au christianisme. Après la mort de Sihtric, elle serait revenue en Angleterre, toujours vierge, pour fonder l'abbaye de Polesworth. Cette identification n'est pas certaine.